# Gonatocerus orientalis
Gonatocerus orientalis är en stekelart som beskrevs av Girault 1917. Gonatocerus orientalis ingår i släktet Gonatocerus och familjen dvärgsteklar.
Artens utbredningsområde är Tanzania. Inga underarter finns listade i Catalogue of Life.